# Campiglossa distincta
Campiglossa distincta
 es una especie de insecto díptero que Quisenberry describió científicamente por primera vez en el año 1949.
Esta especie pertenece al género Campiglossa de la familia Tephritidae.